# Thomas Settle
Thomas Greenhow Williams Settle, nazywany też „Tex” (ur. 4 listopada 1895 w Waszyngtonie, zm. 28 kwietnia 1980 w Bethesda) – oficer marynarki wojennej USA, lotnik, pilot testowy sterowców i balonów stratosferycznych na dużych wysokościach. Settle wygrał XX zawody Pucharu Gordona Bennetta w 1932 roku, zdobył trofeum Harmona, nagrody Litchfieldda i czterech rekordów świata FAI, w tym rekordu wysokości lotu na 18 665 m. Od marca 1944 roku do lipca 1945 roku dowodził USS Portland podczas wojny na Pacyfiku. Został odznaczony Krzyżem Marynarki Wojennej za bitwę w zatoce Leyte w dniach 24–25 października 1944 roku.

## Życiorys
Syn Josepha Andrew i May Curtis Settle. Thomas Settle ukończył z wyróżnieniem United States Naval Academy w 1918 roku i rozpoczął służbę na niszczycielach. W 1920 roku brał udział w operacji angloamerykańskich sił ekspedycyjnych na Krymie, które wpłynęły do portu w Jałcie, aby zabrać żołnierzy armii Wrangla. Pianista Siergiej Bortkiewicz zapamiętał Settle'a. Pomógł mu on w sprzedaży biżuterii,  a tym samym zdobyciu pieniędzy na pokrycie kosztów wyjazdu. Na wygnaniu, Bortkowicz poświęcił Settlowi cykl fortepianowy Der Kleine Wanderer  op. 21.

### Służba w US Aeronautics Navy

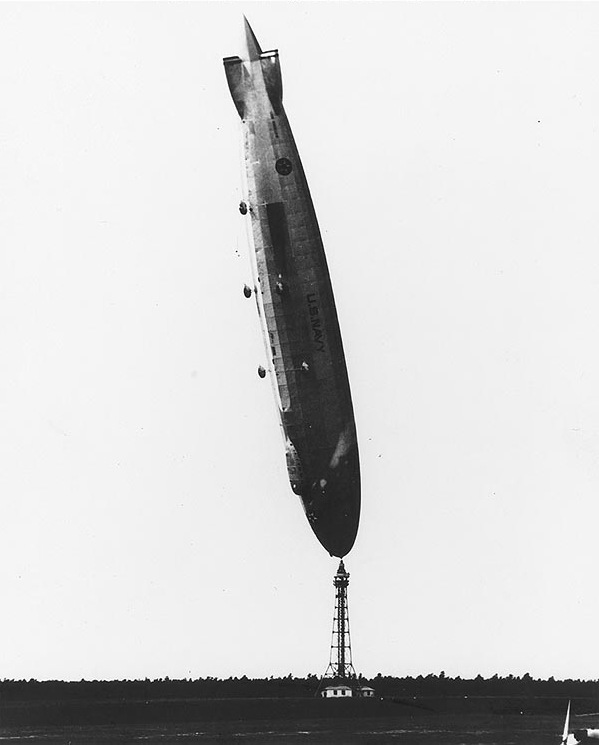
Niekontrolowany obrót Los Angeles 25 sierpnia 1927 roku

Latem 1924 roku Settle otrzymał dyplom inżyniera komunikacji Uniwersytetu Harvarda i został mianowany oficerem łącznościowym sterowca USS Shenandoah.
25 sierpnia 1927 roku Settle przeżył wypadek na pokładzie sterowca Los Angeles, który prawie zakończył się katastrofą. Sterowiec, który stał na uwięzi przy maszcie cumowniczym, został wyrzucony przez niespodziewany podmuch wiatru. Ogon Los Angeles zaczął unosić się w powietrzu. Settle, będąc starszym na pokładzie sterowca, kazał załodze udać się do przedziałów ogonowych, ale niekontrolowana rotacja trwała nadal. Sterowiec na uwięzi przyjął pozycję prawie pionową, a następnie zaczął powoli spadać.  Settle usunął załogę z przedziałów ogonowych, równoważąc w ten sposób sterowiec, dzięki czemu udało się uniknąć upadku na ziemię. Sterowiec przetrwał ten wypadek bez uszkodzeń i służył do 1932 roku, odbywając 331 lotów.
W latach 1928–1933 Settle służył jako pilot instruktor w Leykhorst. Settle miał okazję przetestować nowe typy sterowców, które były do dyspozycji oddziału. W październiku 1928 roku Settle odbył lot transatlantycki jako obserwator na pokładzie najnowszego niemieckiego „Graf Zeppelin”. W 1929 roku został oddelegowany do fabryki samolotów, w której zbudowano sterowiec USS Akron. Latem 1931 roku jako pierwszy asystent kapitana Los Angeles uczestniczył w testach „lotów pasażerskich” – grupy sterowców i wodnosamolotów. W 1931 roku Settle został dowódcą eksperymentalnego sterowca K-1 – pierwszego statku powietrznego, który używał paliwa gazowego.

### Rekordy

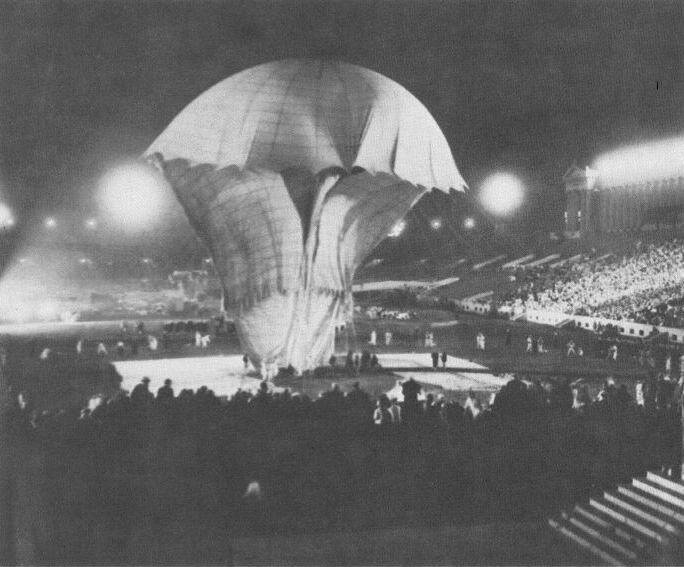
Century of Progress – przygotowanie do pierwszego, nieudanego lotu

Przez lata służby w oddziale lotniczym Settle wykonał ponad 100 lotów na balonach wolnych. W 1929 roku załoga Settle i Wilfred Bushnell startując w Pittsburgh, ustanowiła rekord świata w długości lotu (153,7 km) i czasu lotu (43 godziny) dla balonów lekkich. W 1932 roku Settle i Bushnell wzięli udział w zawodach o Puchar Gordona Bennetta, które rozpoczęły się 25 września w Bazylei. Faworytami wyścigu byli amerykański Ward Van Оrman  i belgijski Ernest Demuyter – ale Amerykanie lepiej wykorzystali wiedzę meteorologiczną. Udało im się pozostać w powietrzu przez dwa dni, dłużej niż wszyscy konkurenci; Van Orman poleciał szybciej, ale wylądował prawie 200 km bliżej. Settle i Bushnell dolecieli na Wileńszczyznę, która w tym czasie należała do Polski i zwyciężyli ustanawiając kolejny rekord świata po przebyciu dystansu 1550 km.
W 1933 roku, szwajcarski fizyk, projektant i pilot stratostatów, Auguste Piccard zgodził się z amerykańskimi inwestorami zbudować i uruchomić rekordowy stratostat w USA własnego projektu. Settle został powołany na pilota, jako najbardziej wykwalifikowany i znany amerykański baloniarz swoich czasów. Pierwszy lot balonu stratosferycznego Centaury of Progress, podczas wystawy w Chicago noszącej tę samą nazwę został zaplanowany na noc 4 sierpnia 1933 roku i zakończył się niepowodzeniem. Krótko po starcie z powodu wadliwego działania zaworów balon musiał lądować awaryjnie. Settle, który leciał sam nie został ranny.
Kilka tygodni później radziecki balon stratosferyczny ZSRR-1 wzniósł się na wysokość 19 000 m, ustanawiając nieoficjalny rekord świata. Nie został on uznany przez FAI, ale było to wyzwanie dla Amerykanów. Drugi lot Centaury of Progress odbył się w Akron, balonowej stolicy Stanów Zjednoczonych, gdzie budowano i naprawiono amerykańskie sterowce. 17 listopada 1933 roku balon stratosferyczny kontrolowany przez majora Settle'a i majora morskiej piechoty Chestera L. Fordney'a bezpiecznie osiągnął poziom 18665 m (61327 stóp) ustanawiając nowy, uznany przez FAI rekord świata, ale nie byli w stanie pokonać nieoficjalnego osiągnięcia załogi ZSRR-1. Rekord przetrwał niecały rok: 11 listopada 1935, Amerykanie Orvill Anderson i Albert Stevens na balonie stratosferycznym Explorer II wznieśli się na wysokość 22 066 m.
| Rekordy FAI        | Rekordy FAI      | Rekordy FAI                     | Rekordy FAI                                              | Rekordy FAI |
| Data lotu          | Załoga           | Samolot, Balon                  | Osiągnięcie                                              | Linki       |
| ------------------ | ---------------- | ------------------------------- | -------------------------------------------------------- | ----------- |
| 6 maja 1929 r      | Settle, Bushnell |                                 | Rekord dystansu dla balonów klas A-5, A-6 – 1531,7 km    | [ 15 ]      |
| 27 września 1932 r | Settle, Bushnell |                                 | Rekord dystansu dla balonów klas A-5, A-6, A-7 – 1550 km | [ 10 ]      |
| 4 września 1933    | Settle, Kendall  |                                 | Rekord lotu balonem klas A-5, A-6, A-7 – 51 godzin       | [ 16 ]      |
| 20 listopada 1933  | Settle, Fordney  | Stratostat Centaury of Progress | Rekord wysokości dla balonów klasy A-8 – 18665 m         | [ 17 ]      |

### Służba w marynarce wojennej

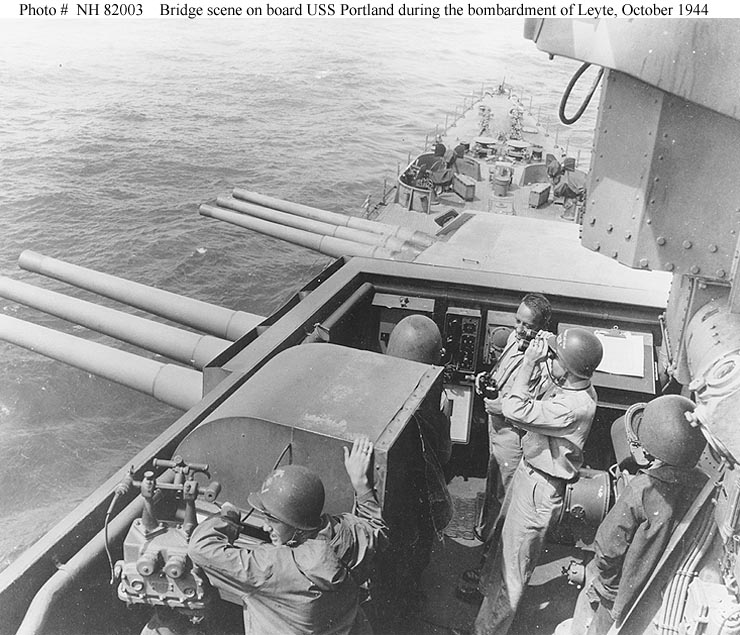
Settle(pośrodku, bez hełmu) na mostku Portlanda. Październik 1944 r

Na krótko przed lotem Centaury of Progress trzydziestoośmioletni Settle przeniósł się z lotnictwa do marynarki wojennej USA. W 1938 roku został awansowany przez prezydenta Roosevelta do stopnia komandora.
W latach 1939–1941 Settle przeszedł szkolenie w wojenno-morskim kolegium w Niuport, a następnie rozpoczął służbę w  United States Pacific Flet.  3 lutego 1944 roku Settle został dowódcą USS Portland, który w tym czasie stacjonował na Enewetak. Według wspomnień kolegów Settle okazał się kontynuatorem starych morskich tradycji w relacjach z przełożonymi i podwładnymi i szybko zdobył uznanie załogi.
W kwietniu 1944 roku krążownik zabezpieczał lądowanie wojsk w Hollandii, a we wrześniu 1944 roku, wspiera desant podczas bitwy pod Peleliu, ostrzeliwując  Japończyków bezpośrednim ogniem z działka przeciwlotniczego. 24 października 1944 roku krążownik, jako część oddziału admirała Oldendorfa, zajął pozycje w północnej części Cieśniny Surigao, aby przechwycić japoński konwój admirała Nishimury. O 4:00 rano 25 października Portland otworzył ogień do japońskiego krążownika Mogami, a już o 4:02 bezpośrednie trafienie unieruchomiło sztab dowodzenia na mostku Mogami. W ciągu następnej półtorej godziny Portland otworzył ogień do japońskich pancerników dwukrotnie. Do 05:40 bitwa zakończyła się zwycięstwem Amerykanów. Za bitwę w zatoce Leyte Settle otrzymał Krzyż Marynarki Wojennej Stanów Zjednoczonych.

### Lata powojenne
W 1946 roku został awansowany na kontradmirała. Pod koniec lat 40. XX wieku Settle uczestniczył w dyplomatycznych misjach wojskowych w Turcji i Grecji, służył jako doradca w dowództwie lotnictwa morskiego. W 1950 roku został mianowany dowódcą testów atomowych na wyspie Amczitka. Rok później Settle, opierając się na danych z badań geologicznych, zaproponował anulowanie lub odroczenie testów. Dowództwo zgodziło się z jego argumentami i do lipca 1951 roku operacja została odwołana.
Ostatnim miejscem służby Settle'a była Norwegia. Settle przeszedł na emeryturę w 1957 roku, ale potem dwukrotnie, w 1962 i 1963 roku był powoływany na szefa grupy roboczej marynarki wojennej ds. polityki personalnej. Jako emeryt Settle angażował się w prace administracyjne na wydziale metalurgicznym General Mills i podjął studia na Uniwersytecie Georgetown.
Był żonaty z Fay Backett i miał syna Thomasa. Pochowany na Cmentarzu Narodowym w Arlington.